# Велики Инквизитор
Велики Инквизитор (рус. Великий инквизитор) је наратив у трећем току романа Браћа Карамазови руског писца Фјодора Михајловича Достојевског, који је идеолошког и религиозно-филозофског карактера. 

## Основа дела
У његовој су основи два на први поглед међусобно опречна виђења судбине човека и његове будућности. Једно виђење јесте специфични социјализам Ивана Карамазова, у чијој је основи занимљива парабола о Великом Инквизитору.
Иван Карамазов је најкомплекснија личност романа. Њега не можемо свести на једноставну основу као Аљошу и Митју. Он је једини лик у делу кога можемо назвати филозофом и мислиоцем у правом смислу те речи, јер једини поседује толику интелигенцију и зрелост да се може упустити у филозофске теме и расправе. Наспрам филозофије старца Зосиме стоји филозофија Ивана Карамазова. Ове две филозофије се паралелно развијају, у истој равни и за обе можемо рећи да су у праву. Иван Карамазов, иако на први утисак, није атеиста. Он верује у Бога, само не прихвата свет какав је створио и сматра да је „улазница“ у тај свет прескупа. По Ивану, људи чине добре ствари из страха од казне која им следи и да сваки човек носи маску пред осталим светом. Сматра да човека треба да волимо, све док не скине ту маску и открије нам своје право лице. Тачније, Иван сматра да је љубав краткотрајна и да треба волети у одређеном моменту или одређено време.

## Парабола
Причу је испричао Иван Карамазов са кратким прекидима и питањима његовог брата Аљоше. У причи, Христос се враћа на Земљу у Севиљу у време инквизиције. Он обавља велики број чуда (одјекивала чуда из Јеванђеља). Народ га препознаје и обожавају га, али он је ухапшен од стране лидера инквизиције и осуђен да буде спаљен на смрт сутрадан. Велики инквизитор га је посетио у његовој ћелији да му каже да га црква не треба. Главни део текста је посвећен Исусу и Инквизитору који објашњава зашто би његов повратак ометао мисију Цркве.
Инквизитор каже да је Исус одбио три искушења у корист слободе, али Инквизитор сматра да је Исус погрешно проценио људску природу. Он не верује да огромна већина човечанства рукује слободама које им је дао Исус. Инквизитор тиме подразумева да је Исус, дајући људима слободу да бирају, није искључио већину човечанства из откупа, а осуђени су да трпе.
Затим, инквизитор даје аргумент и објашњава зашто Христос није у праву кад је одбацио свако искушење од стране Сатане, Велики инквизитор тврди да би влада над свим царствима на земљи обезбедила спасење.
Сегмент се завршава када Христос, који је ћутао, љуби Инквизитора у његова „бескрвна деведесетогодишња уста“, и то је цео одговор. На ово Инквизитор пушта Христоса и каже му да се никада не врати. Христос, и даље ћути, и одлази у „тамне градске улице“. Не само да је пољубац двосмислен, али његов утицај на Инквизитора је нешто добро. Иван закључује, „Пољубац му гори на срцу, али старац се придржава своје идеје“.
Христов пољубац такође може одражавати догађај који се јавља раније у роману кад се свештеник Зосима клања пред Дмитрија Карамазова. Изгледа да нико не разуме зашто је то урадио Зосима. Фјодор Карамазов узвикује: „То је симбол нечега, или шта?“.
Не само да је парабола функција филозофског и верског рада у сопственом праву, али такође унапређује карактер и развој већег дела романа. Јасно, Иван се идентификује са Инквизитором. Након што је завршио причу Иван пита Аљошу да ли га се он „одриче“ због својих ставова. Аљоша реагује дајући Ивану пољубац на уснама, који су одушевили Ивана па одговора: „Књижевна крађа, то си украо из моје поеме ... Али хвала“.